# Partia për Drejtësi, Integrim dhe Unitet
Die Partia për Drejtësi, Integrim dhe Unitet (albanisch für „Partei für Gerechtigkeit, Integration und Einheit“; Akronym: PDIU) ist eine politische Partei in Albanien. Sie beansprucht für sich, die Interessenvertreterin der Çamen zu sein. Bei den Çamen handelt es sich um eine albanischsprachige Volksgruppe, die ursprünglich im heute griechischen Teil von Epirus beheimatet war. Die meisten Çamen wurden zwischen 1913 und 1945 aus ihrer angestammten Heimat nach Albanien vertrieben.

## Geschichte
2005 wurde die Partia për Drejtësi dhe Integrim (PDI) gegründet, die sich für die Integration der Vertriebenen in die albanische Gesamtgesellschaft und für die Pflege ihrer Volkskultur im heutigen Albanien einsetzte. Sie forderte, dass der in Griechenland enteignete Grundbesitz der Çamen zurückgegeben oder entschädigt wird. Die PDI versucht, die albanische Außenpolitik dahingehend zu beeinflussen. Vorsitzender der PDI war bis 2011 Tahir Muhedini.
Im Mai 2009 schloss sich die PDI dem rechten Wahlbündnis unter Führung der Demokraten an, da Ministerpräsident Sali Berisha erklärte, er unterstütze die çamischen Entschädigungsansprüche gegenüber Griechenland. Bei den Wahlen im Juni desselben Jahres erlangte die PDI ein Mandat.
Am 17. Februar 2011 fusionierten in der Hauptstadt Tirana die Partia për Drejtësi dhe Integrim und die Partia për Drejtësi dhe Unitet zur Partia për Drejtësi, Integrim dhe Unitet. Beide Parteien waren in ihrer Ideologie ziemlich ähnlich und waren eigenen Angaben zufolge Interessenvertreterinnen der Çamen. Die PDIU setzt die Politik der beiden vormals einzelnen Parteien nun fort. Mit der Fusion ist Shpëtim Idrizi zum Vorsitzenden geworden.

## Aktuelle Vertretungen
Bei den Parlamentswahlen von 2013 war die PDIU Teil des rechts gerichteten Parteienbündnisses Allianz für Arbeit, Wohlfahrt und Integration (Aleanca për Punësim, Mirëqenie dhe Integrim) unter Führung der Demokratischen Partei. Die PDIU gewann vier Sitze. Während der Legislaturperiode haben die vier PDIU-Abgeordneten im Frühjahr 2015 die Opposition verlassen und sich der Regierungskoalition aus PS und LSI angeschlossen. Parteichef Idrizi ist in der Folge zum stellvertretenden Parlamentspräsidenten gewählt worden.
Bei den Lokalwahlen im Juni 2015 ist die PDIU zusammen mit den Regierungsparteien in einem Wahlbündnis angetreten. Etwas Aufsehen erregte die PDIU nach der Wahl zur Gemeindeversammlung der Hauptstadt Tirana. Mit der Vertreterin Albina Nanaj sitzt zum ersten Mal eine verschleierte Frau in einer albanischen Stadtversammlung.

## Politische Positionen

### Nationale Fragen
Wichtigstes Ziel der Partei bleibt die Klärung nationaler Fragen der Albaner. Einerseits setzt sich die PDIU sehr stark für die Rechte der Albaner außerhalb der Staatsgrenzen ein. Für die Albaner in Mazedonien fordert die Partei die konsequente Umsetzung des Rahmenabkommens von Ohrid. Für den Kosovo erwartet die PDIU vom albanischen Staat Lobbyarbeit in Bezug auf die internationale Anerkennung. Andererseits strebt die PDIU an, den Fall der Çamen auf die internationale Bühne zu bringen. Sie will erreichen, dass den Çamen ihre Besitztümer entweder zurückgegeben werden oder ihnen eine Entschädigung zukommt. Auch das Recht auf Rückkehr in die alte Heimat soll gesichert werden.
Zur Unterstützung der Albaner im Ausland wird die Einrichtung eines Diasporaministeriums anvisiert.

### Wirtschaft
Die PDIU ist für eine soziale Marktwirtschaft. Ein einheitlicher gesamtalbanischer Wirtschaftsraum, der neben Albanien auch Kosovo und Westmazedonien umfasst, soll zur Umsetzung der nationalen Ziele beitragen.

### Außenpolitik
Die NATO-Mitgliedschaft Albaniens und die angestrebte EU-Mitgliedschaft wird von der Partei befürwortet. Die Vereinigten Staaten werden von der PDIU als wichtigster Partner Albaniens angesehen, es wird deshalb auch eine stärkere Beziehung zwischen EU und USA gewünscht.